# Устюцкое сельское поселение
Устюцкое сельское поселение — муниципальное образование в Пестовском муниципальном районе Новгородской области.
Административный центр — деревня Устюцкое.

## География
Территория сельского поселения расположена на Валдайской возвышенности, на юго-западе Пестовского района. На территории муниципального образования расположены озёра Меглино, Бродская Лахта, Минькинское, Столбское и Дедкино.
По территории сельского поселения протекают ряд рек, крупнейшие из них — Меглинка и её притоки реки Чёрная (Чернянка) и Рыдоложь.

## История
Законом Новгородской области от 28 октября 2013 года № 355-ОЗ образован хутор Мошниково.

## Население
| 2010 | 2012 | 2013 | 2014 | 2015 | 2016 | 2017 |
| ---- | ---- | ---- | ---- | ---- | ---- | ---- |
| 791  | ↘760 | ↘717 | ↘689 | ↘677 | ↘662 | ↘655 |
| 2021 |      |      |      |      |      |      |
| ↘590 |      |      |      |      |      |      |

| население чел.     | в 2006 году | в 2007 году | в 2008 году |
| ------------------ | ----------- | ----------- | ----------- |
| Всего              | 1063        | 1042        | 1051        |
| Мужчин             | 427         | 423         | 422         |
| Женщин             | 489         | 479         | 479         |
| Миграционная убыль | −3          | −10         | −4          |

## Состав сельского поселения
| №  | Населённый пункт | Тип населённого пункта          | Население |
| -- | ---------------- | ------------------------------- | --------- |
| 1  | Аншутино         | деревня                         | 0         |
| 2  | Барсаниха        | деревня                         | 155       |
| 3  | Бор              | деревня                         | 2         |
| 4  | Борки            | деревня                         | 0         |
| 5  | Гусево           | деревня                         | 42        |
| 6  | Дуброво          | деревня                         | 32        |
| 7  | Зуево            | деревня                         | 5         |
| 8  | Иваньково        | деревня                         | 22        |
| 9  | Крутец           | деревня                         | 8         |
| 10 | Кузюпино         | деревня                         | 0         |
| 11 | Лаврово          | деревня                         | 5         |
| 12 | Лукинское        | деревня                         | 6         |
| 13 | Малашкино        | деревня                         | 7         |
| 14 | Мошниково        | хутор                           |           |
| 15 | Нефедьево        | деревня                         | 10        |
| 16 | Новое Муравьёво  | деревня                         | 11        |
| 17 | Новочистка       | деревня                         | 0         |
| 18 | Пальцево         | деревня                         | 5         |
| 19 | Плави            | деревня                         | 13        |
| 20 | Погорелово       | деревня                         | 145       |
| 21 | Попово           | деревня                         | 3         |
| 22 | Рыбаково         | деревня                         | 24        |
| 23 | Столбское        | деревня                         | 17        |
| 24 | Тетерино         | деревня                         | 5         |
| 25 | Томарово         | деревня                         | 0         |
| 26 | Улома            | деревня                         | 17        |
| 27 | Устроиха         | деревня                         | 24        |
| 28 | Устье            | деревня                         | 37        |
| 29 | Устюцкое         | деревня, административный центр | 184       |
| 30 | Щукина Гора      | деревня                         | 12        |

## Экономика
На территории сельского поселения расположены сельскохозяйственные предприятия: колхозы «Прогресс», «Заря» и «Восход» специализирующиеся на мясо-молочном животноводстве. Также есть предприятия с традиционным для Пестовского района видом деятельности — заготовкой и переработкой древесины, изготовлением бань и бытовок — это ЧП Попова Г. А и ЧП Лебедева М. А. Предприятие ООО «Металлоптторг» занимается оптовой торговлей металлопрокатом и производство металлоконструкций блок-контейнеров.
Предприятия торговли: магазин Райпо № 46 в Барсанихе, магазин Райпо № 47 в Устюцском, магазин Райпо № 48 в Гусеве, магазин Райпо № 50 в Погорелове, магазин Попова Г. А, магазины Туманова Н. А ООО «СеТО» в Барсанихе и Устюцском.

## Образование и культура
В деревнях Погорелово и Барсаниха есть муниципальное образовательное учреждения для детей дошкольного и младшего школьного возраста «Начальная школа — детский сад», а в Устюцком — муниципальное общеобразовательное учреждение — средняя общеобразовательная школа, также в этих трёх деревнях есть сельские библиотеки и дома культуры.

## Здравоохранение
На территории муниципального образования действуют три фельдшерско-акушерских пункта: в Барсанихе, Погорелове и Устюцском.

## Транспорт и связь

### Транспорт
Протяженность дорог общего пользования на территории муниципального образования 125 км, в. т. ч участок дороги Р8 (Боровичи — Пестово). Существует автобусное сообщение с административным центром района — городом Пестово и областным центром — городом Великий Новгород, а также со вторым по величине городом Новгородской области — Боровичами:
1. маршрут № 259, Пестово — Великий Новгород;
2. маршрут № 208, Пестово — Боровичи;
3. маршрут № 107, Пестово — Погорелово;
4. маршрут № 121, Пестово — Улома;
5. маршрут № 122, Пестово — Погорелово

### Связь
В четырёх населённых пунктах Устюцкого сельского поселения есть почтовые отделения ФГУП «Почта России»
1. Барсаниха, почтовый индекс — 174523;
2. Погорелово, почтовый индекс — 174527;
3. Устюцкое, почтовый индекс — 174525;
4. Улома, почтовый индекс — 174526.